# Morris Eugene Smith
Morris Eugene „Gene“ Smith (* 12. Februar 1912 in Nagasaki, Japan; † 8. Mai 2005 in San Luis Obispo) war ein US-amerikanischer Tennisspieler, Soldat und Dozent.

## Leben
Sein Vater Frank Herron Smith war ein Methodist, der in Japan und Korea missionierte. 1926 kehrte die Familie in die USA zurück und siedelte sich in Berkeley an. Gene Smith studierte an der dortigen University of California bis 1937 Geschichte und Ostasiatik. Während dieser Zeit nahm er an Tennisturnieren teil und gewann 1935 die Canadian Lawn Tennis Championships in Victoria. 1939 unternahm er eine Tennisreise durch Europa. Bei den Internationalen Tennismeisterschaften von Frankreich schied er in der ersten Runde aus, während er in Wimbledon u. a. mit einem Sieg über Roderich Menzel das Viertelfinale erreichte. Bei den Internationalen Tennismeisterschaften von Deutschland gewann er mit seiner Landsfrau Gracyn Wheeler den Mixed-Wettbewerb.
Nach dem Eintritt der USA in den Zweiten Weltkrieg war er seit 1942 Angehöriger der 25. Infanterie-Division. Nach einer einjährigen Ausbildung an der Sprachschule des Militärgeheimdienstes (MISLS) war er tätig als Sprachsachverständiger, Übersetzer und Vernehmer von Kriegsgefangenen auf den Aleuten, in Japan, auf den Philippinen und auf Neukaledonien, wo er auch zum Tennisspielen kam. 1946 schied er aus der Armee aus. Er wurde mit dem Bronze Star und der Air Medal ausgezeichnet.
1946 nahm er noch an den California State Championships in Berkeley teil, wo er im Viertelfinale ausschied. Er unterrichtete nun Geschichte am California Polytechnic State College (später University) in San Luis Obispo und trainierte bis 1954 auch das dortige Tennisteam. 1958 erwarb er an der University of Oregon den Doktortitel der Erziehungswissenschaften mit dem Aufsatz: A History of the California State Polytechnic College, The First Fifty Years, 1901–1951. Während seiner weiteren Tätigkeit für die „Cal Poly“ war er Leiter der Abteilung für Sozialwissenschaften und Gründungsleiter der Abteilung für Geschichte. Zuletzt wohnte er im benachbarten Morro Bay.

## Quelle
- Smith Family Papers on World War II, Special Collections, California Polytechnic State University, San Luis Obispo, Calif. (PDF; 243 KB)